# Dendrobium brachycentrum
Dendrobium brachycentrum är en orkidéart som beskrevs av Henry Nicholas Ridley. Dendrobium brachycentrum ingår i släktet Dendrobium, och familjen orkidéer. Artens utbredning är den indonesiska ön Nya Guinea. Inga underarter finns listade i Catalogue of Life.